# Menhir von Creac’h Edern
Der Menhir von Creac’h Edern (auch als Menhir von Tremaëc bekannt) ist ein Menhir am Rande der Straße „Route de Kerscoff“ bei Saint-Eutrope, einem Ortsteil von Plougonven im Département Finistère in der Bretagne in Frankreich.
Der Menhir hat eine Höhe von etwa 5,5 m bei einer Breite von 2,5 m und einer Dicke von 0,8 m.
Der Menhir steht seit 1955 unter Denkmalschutz.